# Nederlands zaterdagelftal
Het Nederlands zaterdagelftal was een nationaal voetbalelftal, dat ongeveer gelijk stond aan het Nederlands voetbalelftal. Het speelde echter uit geloofsovertuiging voornamelijk op zaterdag.
Het Nederlands zaterdagelftal speelde zijn interlands tussen 1947 en 1971.

## Geschiedenis
In 1947 werd het Nederlands zaterdagelftal opgericht voor spelers die wilden en konden uitkomen voor het Nederlands elftal, maar niet op zondag wilden spelen.
Het elftal speelde uiteindelijk ongeveer 50 interlands en vooral tegen Frankrijk, België en Zwitserland en de door de KNVB niet erkende Duitse elftallen Westfalen en Saarland. Tevens werden er wedstrijden tegen voetbalclubs uit binnen- en buitenland gespeeld. De allereerste wedstrijd vond plaats op 7 juni 1947 tegen België. De laatste wedstrijd van het zaterdagelftal werd op 9 juni 1971 gespeeld.
Omdat zaterdag in de beginjaren geen vrije dag was, moesten de spelers 's ochtends eerst werken of naar school, voordat ze in de middag naar het team konden. Voor spelers uit het noorden en het oosten van het land zat er vaak niets anders op dan vrij te nemen, zodat ze op tijd aanwezig konden zijn.

## Bekende spelers
- Harm van Dalfzen
- Kas Woudsma